# Setophaga pharetra
La parula sagittata (setophaga pharetra Gosse, 1847) è un uccello passeriforme appartenente alla famiglia dei Parulidae.